# Vítor Bruno
Vítor Bruno Ramos Gonçalves (Vila do Conde, 13 gennaio 1990) è un calciatore portoghese, difensore dell'Alverca.

## Caratteristiche tecniche
È un terzino sinistro.

## Carriera
Ha esordito il 6 ottobre 2009 con la maglia del Candal in un match vinto 1-0 contro il Cesarense.

## Statistiche

### Presenze e reti nei club
Statistiche aggiornate al 7 luglio 2017.
| Stagione        | Squadra         | Campionato      | Campionato | Campionato | Coppe nazionali | Coppe nazionali | Coppe nazionali | Coppe continentali | Coppe continentali | Coppe continentali | Altre coppe | Altre coppe | Altre coppe | Totale | Totale | Totale |
| Stagione        | Squadra         | Comp            | Pres       | Reti       | Comp            | Pres            | Reti            | Comp               | Pres               | Reti               | Comp        | Pres        | Reti        | Pres   | Reti   |        |
| --------------- | --------------- | --------------- | ---------- | ---------- | --------------- | --------------- | --------------- | ------------------ | ------------------ | ------------------ | ----------- | ----------- | ----------- | ------ | ------ | ------ |
| 2009-2010       | Candal          | TD              | 23         | 3          | TP              | 1               | 0               |                    | -                  | -                  |             | -           | -           | 24     | 3      |        |
| 2010-2011       | Ribeirão        | SD              | 27         | 5          | TP              | 4               | 0               |                    | -                  | -                  |             | -           | -           | 31     | 5      |        |
| 2011-2012       | Penafiel        | SL              | 7          | 0          | TP+TL           | 1+4             | 0               |                    | -                  | -                  |             | -           | -           | 12     | 0      |        |
| 2012-2013       | Penafiel        | SL              | 27         | 2          | TP+TL           | 1+2             | 0               |                    | -                  | -                  |             | -           | -           | 30     | 2      |        |
| 2013-2014       | Penafiel        | SL              | 40         | 7          | TP+TL           | 4+6             | 0+2             |                    | -                  | -                  |             | -           | -           | 50     | 9      |        |
| 2014-2015       | Penafiel        | PL              | 26         | 1          | TP+TL           | 2+1             | 0               |                    | -                  | -                  |             | -           | -           | 29     | 1      |        |
| Totale Penafiel | Totale Penafiel | Totale Penafiel | 100        | 10         |                 | 21              | 2               |                    | -                  | -                  |             | -           | -           | 121    | 12     |        |
| 2015-2016       | CFR Cluj        | L1              | 29         | 2          | CR+CL           | 5+2             | 0               |                    | -                  | -                  |             | -           | -           | 36     | 2      |        |
| 2016-2017       | Feirense        | PL              | 30         | 1          | TP+TL           | 2+3             | 0               |                    | -                  | -                  |             | -           | -           | 35     | 1      |        |
| Totale Carriera | Totale Carriera | Totale Carriera | 209        | 21         |                 | 38              | 2               |                    | -                  | -                  |             | -           | -           | 247    | 23     |        |

## Palmarès

### Club

#### Competizioni nazionali
- Liga 3: 1

Alverca: 2023-2024